# Kuźnica Wąsowska
Kuźnica Wąsowska – wieś w Polsce, położona w województwie śląskim, w powiecie częstochowskim, w gminie Koniecpol.
| SIMC    | Nazwa    | Rodzaj    |
| ------- | -------- | --------- |
| 0134870 | Za Rzeką | część wsi |

W latach 1975–1998 miejscowość administracyjnie należała do województwa częstochowskiego.

## Historia
W 1545 roku Mikołaj i Stanisław Przedborowie z Koniecpola sprzedali kuźnikowi Adamowi z Zajączkowa za 80 grzywien miejsce nad rzeką Pilicą pod budowę kuźnicy żelaznej.